# برکه السبع
برکه السبع (به عربی: برکة السبع) یک منطقهٔ مسکونی در مصر است که در استان منوفیه واقع شده‌است.